# Palmorchis lobulata
Palmorchis lobulata är en orkidéart som först beskrevs av Rudolf Mansfeld, och fick sitt nu gällande namn av Charles Schweinfurth och Donovan Stewart Correll. Palmorchis lobulata ingår i släktet Palmorchis och familjen orkidéer. Inga underarter finns listade i Catalogue of Life.